# Podčeleď
Podčeleď (latinsky subfamilia) je vedlejší taxonomická kategorie hierarchické klasifikace organismů. Stojí mezi čeledí a rodem, popřípadě mezi čeledí a tribem.
Používá se příležitostně, pokud je třeba vyjádřit bližší příbuznost pouze některých rodů a odlišit je tak od jiných rodů stejné čeledi.
Stejně jako nadřazená čeleď je i podčeleď tvořená příbuznými rody.